# Mary Anne Fitzgerald
Mary Anne Fitzgerald là một nhà báo, nhân viên viện trợ phát triển và tác giả người Anh, nổi tiếng với báo cáo chiến tranh quốc tế ở châu Phi, với hai cuốn sách thành công.

## Tiểu sử
Mary Anne Fitzgerald được sinh ra ở Nam Phi. Một số cuộc đời của cô được báo cáo trong Nomad (1992), một tài khoản tự truyện về thời gian đầu tiên cư trú và trục xuất khỏi Kenya, nơi cô đã sống 22 năm và nuôi nấng gia đình. Tại Nairobi, cô có hai con gái và nhận nuôi một đứa con trai Samburu, ly hôn và trở thành một nhà báo nổi tiếng viết về các vấn đề châu Phi, làm việc cho tờ Thời báo Tài chính, Thời báo Chủ nhật và các tờ báo khác. Ban đầu, cô báo cáo về kinh tế, nhưng ngày càng tham gia vào báo chí chính trị và vạch trần tham nhũng và vi phạm nhân quyền. Mary Anne Fitzgerald cũng đã giúp thành lập một phòng khám sức khỏe trong một tòa nhà chính phủ bị bỏ hoang ở Lesirikan, quận Samburu, phía bắc Kenya. Trong thời gian này, cô đã gặp nhà thám hiểm nổi tiếng Wilfred Pattiger, người sống gần Maralal, nhưng ban đầu nhận được một sự tiếp nhận băng giá. Sau đó, phòng khám đã trở thành tổ chức NGO ICROSS rất thành công và Mary Anne Fitzgerald đã thành lập SAIDIA sau khi bị xóa khỏi ICROSS, nơi đã thu hút được sự hoan nghênh trên toàn thế giới cho các chương trình y tế của mình.
Mary Anne Fitzgerald đã thu hút sự tham gia của chính phủ Daniel arap Moi vào những năm 1980. Cô đã bị giam cầm một thời gian ngắn vào năm 1987, trong điều kiện tồi tệ, vì một vi phạm ngoại tệ nhỏ. Người ta tin rằng lời buộc tội đã bị truy tố vì gần đây cô đã báo cáo cho tờ The Sunday Times về việc xuất khẩu bất hợp pháp bởi hai đối tác kinh doanh mạnh mẽ của Ấn Độ kết nối trực tiếp với Tổng thống Moi, (K. Somaia và N.Merali, xuất khẩu cà phê Kenya qua thị trường chợ đen). Bản án của Mary Anne Fitzgerald sau đó đã bị chính phủ khai thác để thách thức uy tín của cô với tư cách là một nhà báo. Năm 1988, bà đã xuất bản một bài báo trên tờ Thời báo Chủ nhật, tài liệu về cách tư pháp Kenya bị chính phủ trực tiếp thao túng để kiềm chế sự phản đối chính trị, và làm thế nào điều này đã dẫn đến sự vi phạm nhân quyền lan rộng và được ghi chép rõ ràng. Trở về vào cuối năm 1988 đến Nairobi trên chuyến bay từ London, Mary Anne Fitzgerald bị cảnh sát bí mật theo dõi và sau đó bị trục xuất. Không có nhà hay tiền, và nhớ nhà ở Kenya, cuối cùng cô cũng định cư ở London với các con gái. Họ chia sẻ căn hộ với Kathy Eldon, cựu cư dân Kenya và mẹ của phóng viên ảnh Dan Eldon.